# 라나 플라자 붕괴 사고
라나 플라자 붕괴 사고는 2013년 4월 24일 (현지 시간) 방글라데시의 수도 다카 북동쪽 약 20km에 있는 사바르(Savar)의 8층으로된 상업용 건물 라나 플라자가 붕괴된 사고이다. 2013년 5월 13일까지 1,129명이 사망하고, 2,500명 이상이 부상당한 것으로 알려져 있다. 또한 감독관이 건물의 흔들림을 보고서도 작업을 계속했던것과, 그리고 이 회사는 큰 의류회사의 하청업체인 것으로 밝혀져서 큰 논란이 되고있다.

## 붕괴 원인
부실공사로 인한 건물붕괴, 라나플라자 붕괴사고는 삼풍백화점 붕괴사고와 마찬가지로 부실공사로 인한 붕괴였다.

## 사고의 진전

### 붕괴 조짐
붕괴 전날인 4월 23일, 로컬TV채널에서 영상을 촬영한 결과, 건물 기둥에서 콘크리트 덩어리가 떨어져 나갔으며, 건물 벽에도 균열이 심하게 갔다. 경찰이 공장 소유자에게 건물이 위험하니 출입을 통제하라고 지시했으나, 건물주는 이 경고를 무시하였다.

### 붕괴

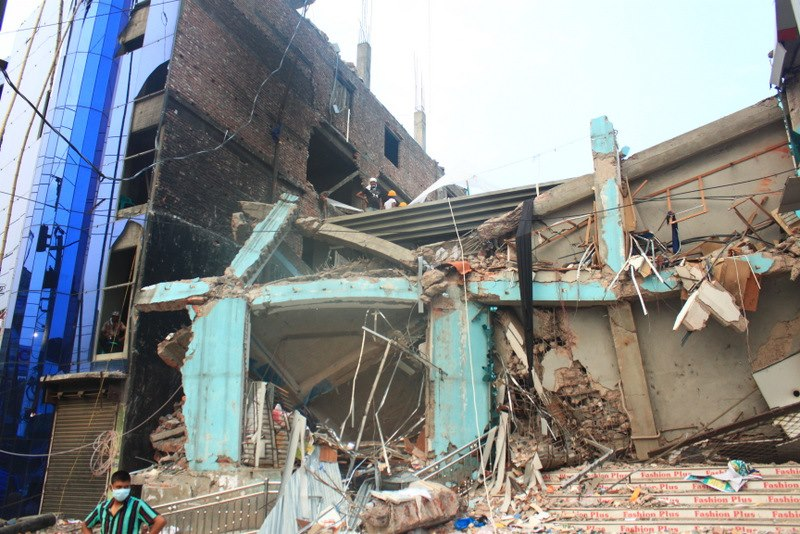
붕괴된 건물의 일부분

### 붕괴 직후의 참상
이 사건으로 1,129명이나 되는 사망자, 또 2500명이나 되는 부상자가 생겨났다.

### 피해 규모

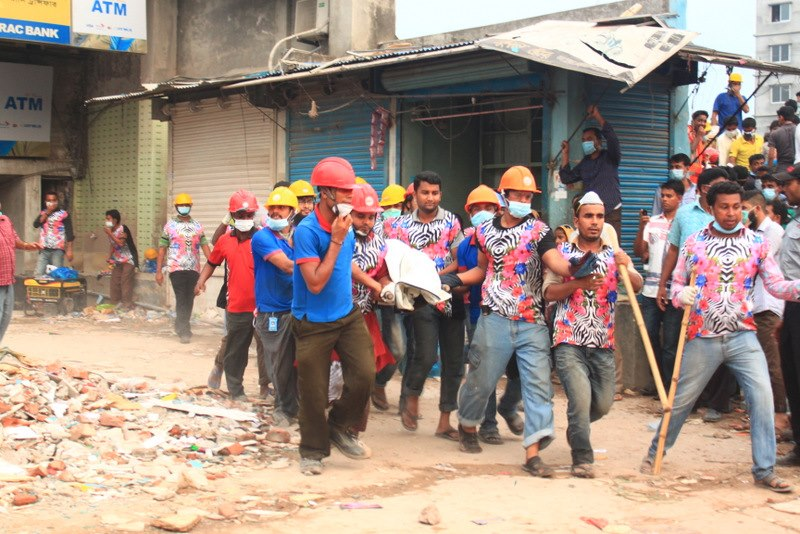
붕괴된 건물에서 생존자를 구출하는 모습

## 같이 보기
- 삼풍백화점 붕괴 사고: 사망자 502명, 부상자 937명, 실종 6명